# Tetramorium granulatum
Tetramorium granulatum är en myrart som beskrevs av Bolton 1980. Tetramorium granulatum ingår i släktet Tetramorium och familjen myror. Inga underarter finns listade i Catalogue of Life.